# Yeolhanbeonjjae eomma
Yeolhanbeonjjae eomma (열한번째 엄마?), noto anche con i titoli internazionali Eleventh Mom e My 11th Mother, è un film del 2007 diretto da Kim Jin-sung.

## Trama
L'undicenne Jae-soo ha vissuto un'infanzia infelice, a causa del padre disoccupato, sempre dedito al gioco d'azzardo e incostante nei rapporti, tanto da avere presentato al figlio dieci "mamme". L'undicesima donna che il padre di Jae-soo porta a casa finisce però per affezionarsi realmente al giovane.